# Norbert Oberholzer
Norbert Oberholzer (* 18. April 1930; † 1993), geboren und aufgewachsen in Bazenheid im Schweizer Kanton St. Gallen, war ein Jodler, Jodel- und Blasmusikdirigent. Von seinem Vater gefördert, dirigierte er in seinem 18. Altersjahr den Männerchor Bazenheid und widmete sich auch der Kirchenmusik. Unterstützt wurde er vom Domkapellmeister Johannes Fuchs und von Job. Babt. Hilber. Es folgten zahlreiche Stationen, darunter ab 1953 die musikalische Leitung der Musikgesellschaft Niederhelfenschwil und des örtlichen Kirchenchors. Er amtierte während 10 Jahren als Präsident des Nordostschweizerischen Jodlerverbandes. 1984 wurde er für seine musikalischen Verdienste mit dem Goldenen Violinschlüssel ausgezeichnet.